# Slovakiaring
Der Slovakiaring (andere Schreibweise: Slovakia Ring) ist eine Motorsport-Rennstrecke bei der Gemeinde Orechová Potôň (Okres Dunajská Streda, Trnavský kraj) auf der ebenen Großen Schüttinsel, in der Slowakei, etwa 36 km von der Hauptstadt Bratislava entfernt. Die 2009 eröffnete Anlage ist die erste und bislang einzige asphaltierte Rennstrecke in der Slowakei überhaupt.

## Geschichte
Der Bau begann im Oktober 2008. Am 1. Oktober 2009 folgte die Eröffnung der etwa 21,6 Mio. Euro teuren Anlage. 2011 wurden zudem eine Offroad-Strecke (1,5 km lang), eine Kart-Strecke (800 m) sowie ein Drei-Sterne-Hotel eröffnet.
In einer 4. Bauphase kamen 2018 noch ein Militärmuseum und eine Tierschutzstation hinzu. Durch eine 2018 eingebaute optionale Schikane ausgangs Kurve 9, die ein Abheben von Rennfahrzeugen und Motorrädern auf der Überführung vermeiden soll, wuchs die maximale Streckenlänge auf von 5,92 auf 5,935 km.

## Technische Daten

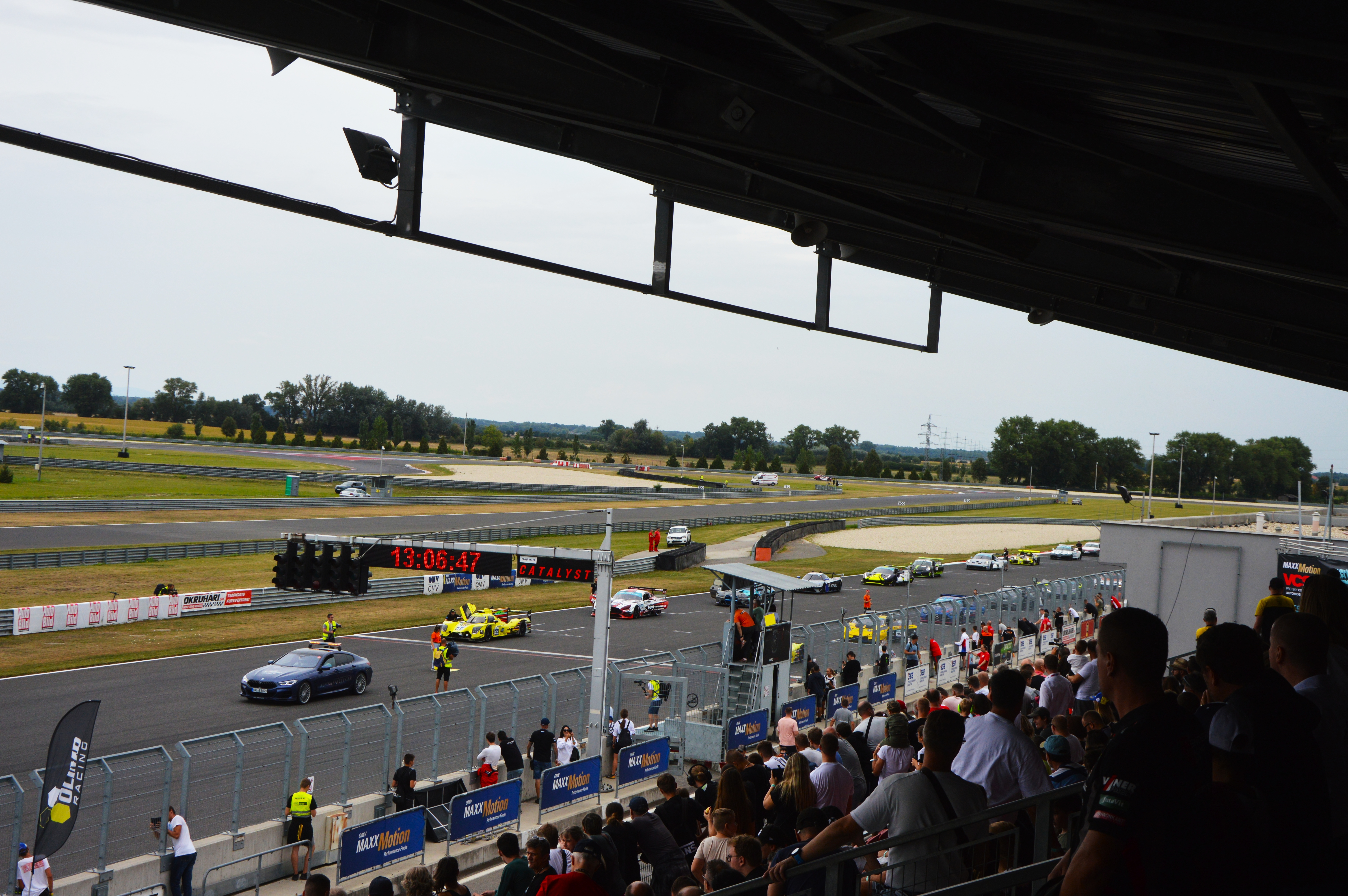
Blick von der Haupttribüne auf die Strecke

- Streckenlänge (bei der längsten Rennstrecke-Variante): 5.935 m
- Breite der Fahrbahn: 12 m
- Länge der Zielgerade: 900 m
- Breite der Zielgerade: 20 m
- Länge der Beschleunigungsteststrecke: 1.144 m
- Breite der Beschleunigungsteststrecke: 20 m

Die längste Variante umfasst sechs Links- und fünf Rechtskurven, eine Schikane und sieben Geraden. Insgesamt sind sechs Varianten möglich, mit Längen von 2,63 bis 5,935 km. Nur die Version mit der Schikane (4b) erlaubt Events die auf einem FIA Grade 2 Circuit stattfinden dürfen. Die Streckenvarianten ohne die Schikane haben lediglich eine FIA Grade 3-Abnahme.

## Veranstaltungen

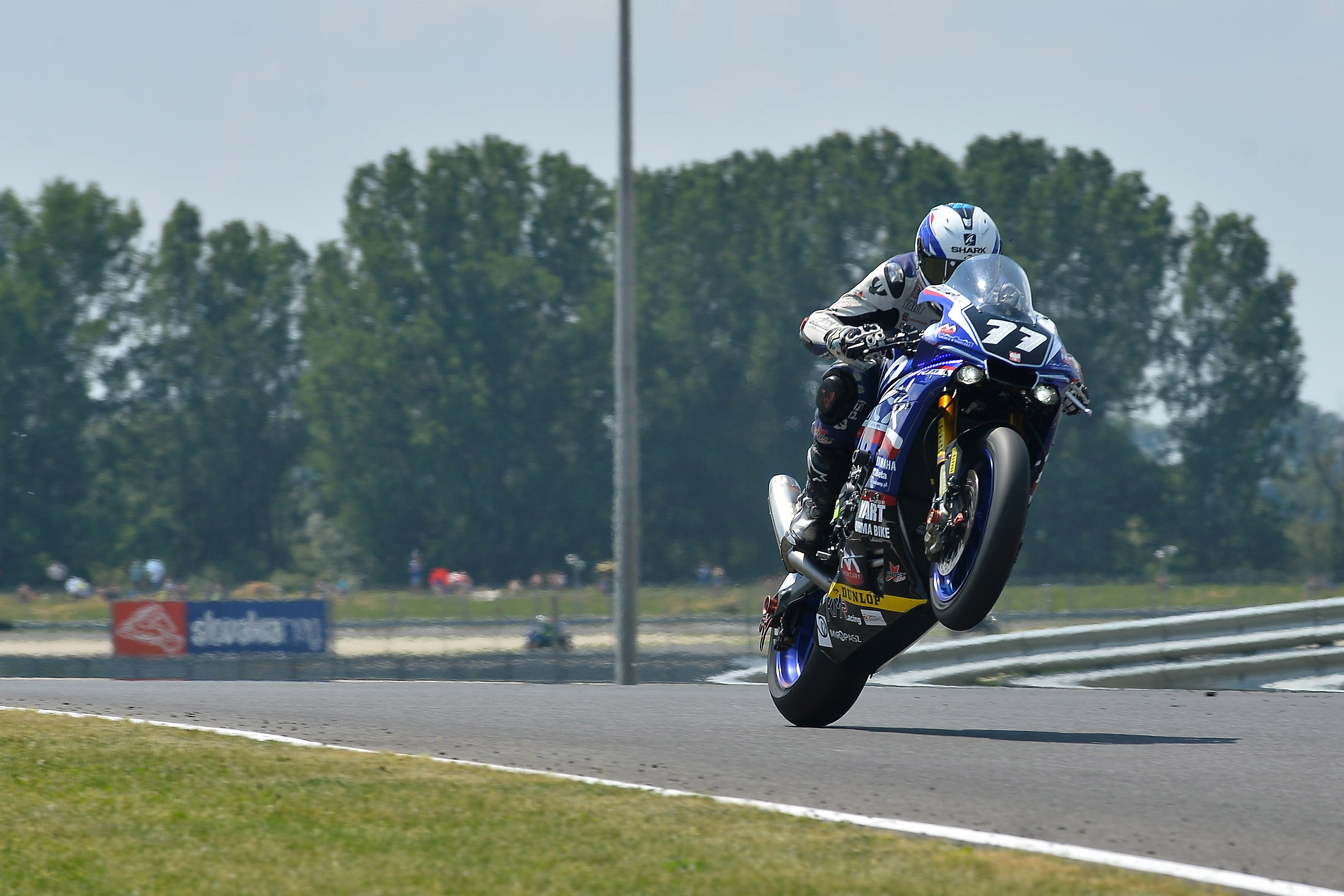
Runde der FIM Landstrecken Weltmeisterschaft 2018

Aktuell ist der Slovakiaring Veranstaltungsort der FIA Truck Racing Europameisterschaft, der ESET-Cup-Series, der Porsche Sprint Challenge Central Europe sowie mehrerer nationaler und internationaler Motorrad-, Rallycross-, Dragracing- und Rundstrecken-Rennevents.
Die Truck-Racing-Europameisterschaft trat erstmals 2017 auf dem slowakischen Kurs an und ist derzeit (Stand 2025) die einzige verbliebene Meisterschaft mit höherrangigem internationalem Status auf dem Kurs.
Von 2012 bis 2016 und 2018 bis 2020 gastierte die WTCC bzw. die Nachfolgeserie des WTCR als höchstrangige Tourenwagenserie auf dem Slovakiaring. 2021 wurde der TCR Europe als höchstrangige Tourenwagenserie in der Slowakei ausgetragen. Am 15. und 16. Juni 2016 wurde auch mit dem Hankook 24H SLOVAKIA RING das bislang längste Rennen auf dem Slovakiaring exklusiv für Tourenwagen ausgerichtet. Hier starteten 14 Teams.
Von 2011 bis 2014 gastierten mehrere GT-Rennserien der SRO (FIA GT3 European Championship, FIA GT1 World Championship, FIA GT Series, Blancpain Sprint Series) im jährlichen Abstand auf dem Slovakiaring. Auch 2 Saisonrunden des ADAC GT Masters fanden hier 2013 und 2014 statt.
Motorradseitig gastierte die FIM Endurance World Championship von 2017–19 mit einem 8h-Rennen auf der Strecke. 2018 startete zudem die Seitenwagen-EM.
Daneben finden auch Rallye-, Rallycross und Drift-Veranstaltungen auf der Strecke statt.